# Aimé Marie Gaspard de Clermont-Tonnerre
Pour les articles homonymes, voir Clermont-Tonnerre.
Aimé Marie Gaspard de Clermont-Tonnerre, 5e duc de Clermont-Tonnerre (Paris, 7 novembre 1779 - Glisolles, janvier 1865) est un homme politique et militaire français.

## Biographie

### Vie privée
Aimé Marie Gaspard de Clermont-Tonnerre est le fils de Gaspard Paulin de Clermont-Tonnerre, 4e duc de Clermont-Tonnerre, et de Anne Marie Louise Bernard de Boulainvilliers.
Par son père, il est issu de la Maison de Clermont-Tonnerre. Par sa mère, il descend, notamment, du banquier et financier Samuel Bernard, de Gabriel Bernard de Boulainvilliers et de l'historien et écrivain Henri de Boulainvilliers.

### Vie publique

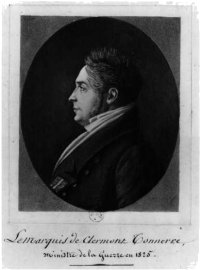
Gaspard Aimé de Clermont-Ferrand

En 1799, il entre à l’École polytechnique, à l'école de Châlons puis à celle de Metz et en sort dans l'artillerie. En 1802, il est nommé adjoint du professeur de fortification à l'école de Metz. En 1803, il devient chef d'études à l'École polytechnique. En 1805, il est aide de camp du général Mathieu Dumas. En 1806, il sert sous Masséna en Italie. Le 25 juillet 1806, il devient capitaine d'artillerie légère de la Garde napolitaine et, devenu chef d'escadron, suit Joseph Bonaparte en Espagne, comme aide de camp. Colonel le 8 juin 1808, il fait les campagnes d'Espagne jusqu'en 1814.
Le 6 juillet 1814, lors de la Première Restauration, il entre au service du roi Louis XVIII, lieutenant des mousquetaires gris, puis colonel des grenadiers à cheval de la Garde royale.
Maréchal de camp la veille des Cent-Jours, il suit Louis XVIII à Gand. Le 31 août 1815, il est promu grand officier de la Légion d'honneur.
Le 8 septembre 1815, à la Seconde Restauration, il est nommé commandant de la 1re brigade de la 1re division de cavalerie de la Garde. En janvier 1822, il est promu lieutenant général.
Le 17 août 1815, il devient pair de France. Il siège à la Chambre des Pairs avec son père. Il vote la mort du maréchal Ney.
En décembre 1821, il devient, dans le cabinet Villèle, ministre de la Marine et des Colonies, jusqu'au 3 août 1824. Il est choisi à ce poste plutôt que le comte de Vaublanc proposé par la droite. Il envoie Hyacinthe de Bougainville faire une expédition autour du monde de 1824 à 1826 à bord du Thétis et de l'Espérance. Son nom est alors donné à l'atoll Reao, en Polynésie française.

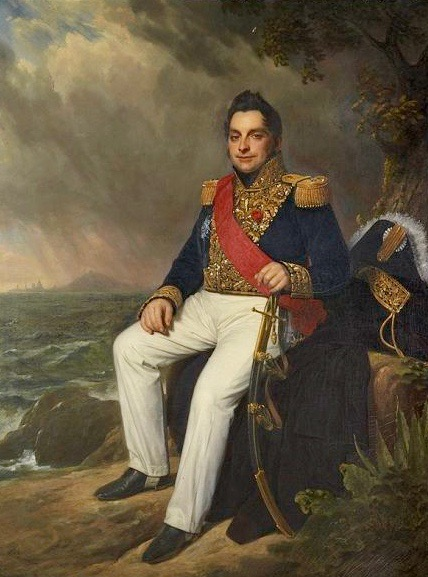
Gaspard de Clermont-Tonnerre

Quelques jours après avoir quitté le ministère de la Marine, il devient ministre de la Guerre jusqu'au  4 janvier 1828. Pendant son ministère, il améliore l'organisation et l'administration des armées. Il prépare l'organisation de l'expédition d'Alger, qui sera mise en œuvre par l'un de ses successeurs. À la chute du ministère Villèle, il retrouve la Chambre des Pairs.
Le 27 juillet 1830, alors que les manifestations commencent à Paris, il est chargé par le roi Charles X de prendre le commandement (vacant) de la division militaire de Rouen. Arrivé à Rouen le 29 juillet, il parvient à contenir l'agitation ambiante et à éviter les troubles jusqu'à ce que, les révolutionnaires ayant pris le pouvoir à Paris entre-temps, il quitte Rouen le 2 août pour Achy, où il réside alors le plus souvent. Il revoit Charles X encore une fois sur la route de son exil, à Dreux, le 5 août 1830.
À l'avènement de Louis-Philippe Ier, il refuse de prêter serment à la monarchie de juillet, cesse de siéger à la chambre des pairs ; il est admis à la retraite pour ses services militaires mais refuse de toucher sa pension du nouveau gouvernement, qu'il ne reconnait pas.  
Après 1830, son autorité fait de lui une une personnalité écoutée dans les milieux légitimistes, parmi les anciens cadres de la Restauration : au printemps 1832, la duchesse de Berry le sollicite depuis Massa pour commander, en Provence, l'armée avec laquelle elle compte mener son projet de soulèvement en faveur de son fils mineur, le duc de Bordeaux, mais cette sollicitation reste sans suite : avec Joseph de Villèle et Auguste Ravez, il rédige à l'automne 1832, un Mémoire tendant à définir un projet de 3e Restauration; il fait partie du comité officieux qui appuie les tentatives de la duchesse de Berry en faveur de son fils mineur, le duc de Bordeaux, mais les avis de ce comité sont contredits depuis l'Autriche par le Roi Charles X et son proche entourage, qui contrecarrent l'influence de la duchesse de Berry,. 
À la mort de son père, en 1842, il devient le 5e duc de Clermont-Tonnerre.
À plusieurs reprises, il visite à Göritz le roi Charles X, puis le fils de celui-ci, le duc d'Angoulême et à Frohsdorf, le comte de Chambord.
En 1836, il assiste à Goritz aux derniers moments et aux obsèques du roi Charles X, en 1844 à celles du duc d'Angoulême.
Il hérite du château de Glisolles (Eure) et son épouse de celui d'Achy (Oise).
En 1851, il est sollicité par la ville d'Evreux pour obtenir du gouvernement que le chemin de fer de Paris à Cherbourg traverse le département de l'Eure et comporte une gare à Evreux. Après différentes audiences avec Louis Napoléon Bonaparte, alors prince-président, et plusieurs de ses ministres, la délégation qu'il mène obtient finalement gain de cause.
Sous le Second Empire, il est élu conseiller général du canton de Conches-en-Ouche (Eure).
À la fin des années 1850 et au début des années 1860, il consacre ses loisirs à la publication d'une nouvelle traduction des œuvres de l'orateur grec Isocrate. Cette œuvre voit le jour en 1863 et 1864.
Il meurt le 8 janvier 1865 en son château de Glisolles. Ses obsèques solennelles ont lieu en présence du préfet de l'Eure, Eugène Janvier de La Motte, du général de Lacharrière, commandant militaire du département, de son ancien aide de camp, Alexis de Villaret de Joyeuse et de plusieurs détachements militaires. Son corps est ensuite inhumé dans la crypte de la chapelle funéraire de la maison de Clermont-Tonnerre face à l'église Notre-Dame de Glisolles dans l'Eure.

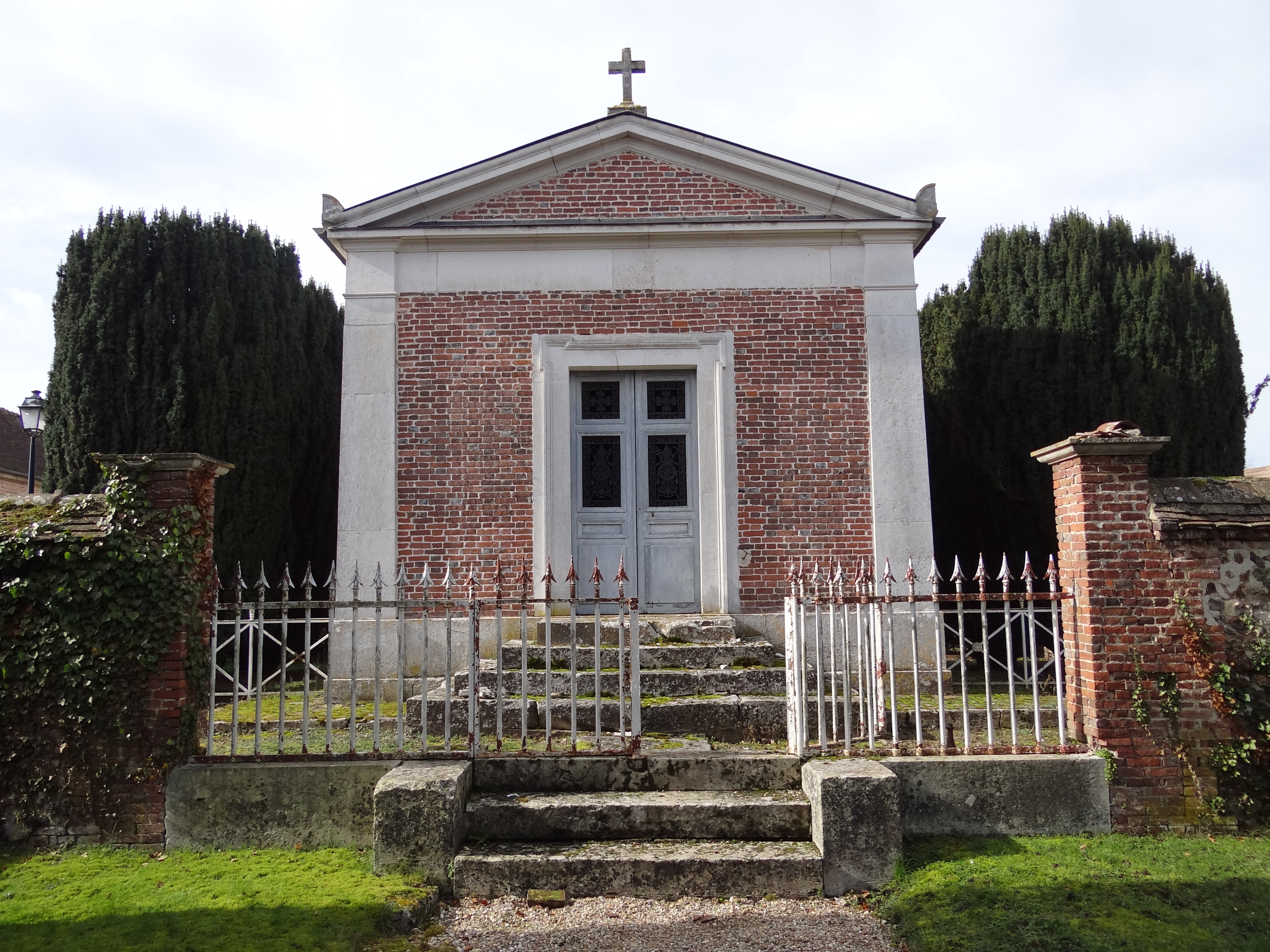
La chapelle de la famille de Clermont-Tonnerre face à l'église Notre-Dame de Glisolles (Eure).

## Famille
Il épouse, le 8 mai 1811, Charlotte Mélanie de Carvoisin d'Achy (1791-1874), fille de Jacques François de Carvoisin d'Achy, marquis d'Achy et de Jeanne Charlotte Sombret. Ils ont cinq enfants : 
- Aimé de Clermont-Tonnerre, 6e duc de Clermont-Tonnerre (15 mars 1812 - 19 juillet 1889) épouse en premières noces en 1834 Philiberte Antonine Cécile de Clermont-Montoison (9 novembre 1814 - 5 décembre 1847), dont descendance, puis épouse en secondes noces Anne Marie Antoinette de Nettancourt-Vaubécourt (2 décembre 1832 - 3 avril 1909), sans descendance ;
- Jules Antoine Aimé de Clermont-Tonnerre, comte de Clermont-Tonnerre (28 mars 1813 - 8 décembre 1849), marié en 1842 avec Amélie Louise Léontine de Berton des Balbes de Crillon (19 septembre 1819 - 26 novembre 1867), sans descendance ;
- Gaspard Paulin Charles André de Clermont-Tonnerre, comte de Clermont-Tonnerre (27 octobre 1816 - 18 juin 1849), marié en 1845 avec Amandine Marie Sophie Guignard de Saint-Priest (21 août 1828 - 22 juin 1883), dont descendance ;
- Gabrielle Julie de Clermont-Tonnerre (18 mai 1820 - 8 juin 1839), mariée en 1838 avec Antoine Ernest Jean-Baptiste de Lubersac (8 février 1812 - 9 juin 1878), sans descendance ;
- Aynard Antoine François de Clermont-Tonnerre, comte de Clermont-Tonnerre (2 septembre 1827 - 14 janvier 1884), marié à Glisolles en 1856 avec Victoire Louise Marie Gabrielle de La Tour du Pin Chambly de La Charce (27 juin 1836 - 19 décembre 1915), dont descendance.

## Distinctions

### Décorations françaises
- Grand officier de la Légion d'honneur (décret du 21 août 1822)[14].
  -  Commandeur de la Légion d'honneur (décret du 18 mai 1820)
  -  Officier de la Légion d'honneur (décret du 19 mars 1815)
  -  Chevalier de la Légion d'honneur (décret du 6 décembre 1809)
- Commandeur de l'Ordre royal et militaire de Saint-Louis

### Décorations étrangères
- Grand-croix de l'ordre de Charles III d'Espagne ;
- Grand-croix de l'ordre de Saint Ferdinand d'Espagne

## Œuvres
- Duc de Clermont-Tonnerre, Œuvres complétes d'Isocrate - Traduction nouvelle avec le texte en regard, 3 volumes grand in-8o, Paris, Librairie Firmin-Didot frères, 1863-1864, VIII-469, 474, 624 pages